# Las Matas

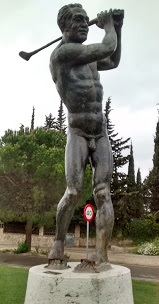
Estatua a la entrada de la Urbanización del Golf

Las Matas es un núcleo de población de Las Rozas de Madrid, situado en la parte noroccidental de la Comunidad de Madrid (España), de cuya capital dista 26 km. Ocupa el vértice septentrional de este municipio, en el límite con Torrelodones (al norte), y el Monte de El Pardo (al este), perteneciente al término de Madrid. 
Esta pedanía roceña está incluida dentro del espacio natural protegido del parque regional de la Cuenca Alta del Manzanares. 
Otros núcleos de población de Las Rozas de Madrid suelen ser adscritos a Las Matas, dada la proximidad con su caserío. Es el caso de la Urbanización del Golf, del Encinar de Las Rozas y de Los Peñascales, que Las Rozas de Madrid comparte con Torrelodones.

## Medio físico
Las Matas pertenece a la cuenca hidrográfica del Manzanares, encuadrada, a su vez, en la del Jarama y ésta en la del Tajo, si bien algunos de sus arroyos van a parar también al río Guadarrama. Sus límites se asientan sobre elementos arenosos y detríticos, característicos de la Submeseta Sur, que tienen su origen en la disgregación de los materiales graníticos de la sierra del Hoyo. 
Esta formación montañosa, un monte-isla de la sierra de Guadarrama, bordea la localidad por el norte, a través de los montes de Los Peñascales. Al este se sitúa el Monte de El Pardo, considerado el encinar adehesado más importante de la Comunidad de Madrid. A pesar de su proximidad con este bosque, la vegetación de Las Matas presenta un fuerte nivel de degradación, con abundancia de retamares, que han sustituido a las primitivas encinas.
Pese a ello, las áreas limítrofes con la tapia del Monte de El Pardo han recibido un nivel de protección especial dentro del parque regional de la Cuenca Alta del Manzanares, ya que actúan como zonas de transición entre los núcleos urbanos y los espacios naturales del Monte de El Pardo, integrado totalmente en el citado parque. Una de ellas es la finca de El Águila; otra, la finca El Garzo, donde iba a cazar Luis Carrero Blanco.
Tanto Las Rozas de Madrid como Torrelodones comparten en esta zona varias vías urbanas como las calles Gabriel Enríquez de la Orden y El Enebral o la avenida de Pinares.

## Historia

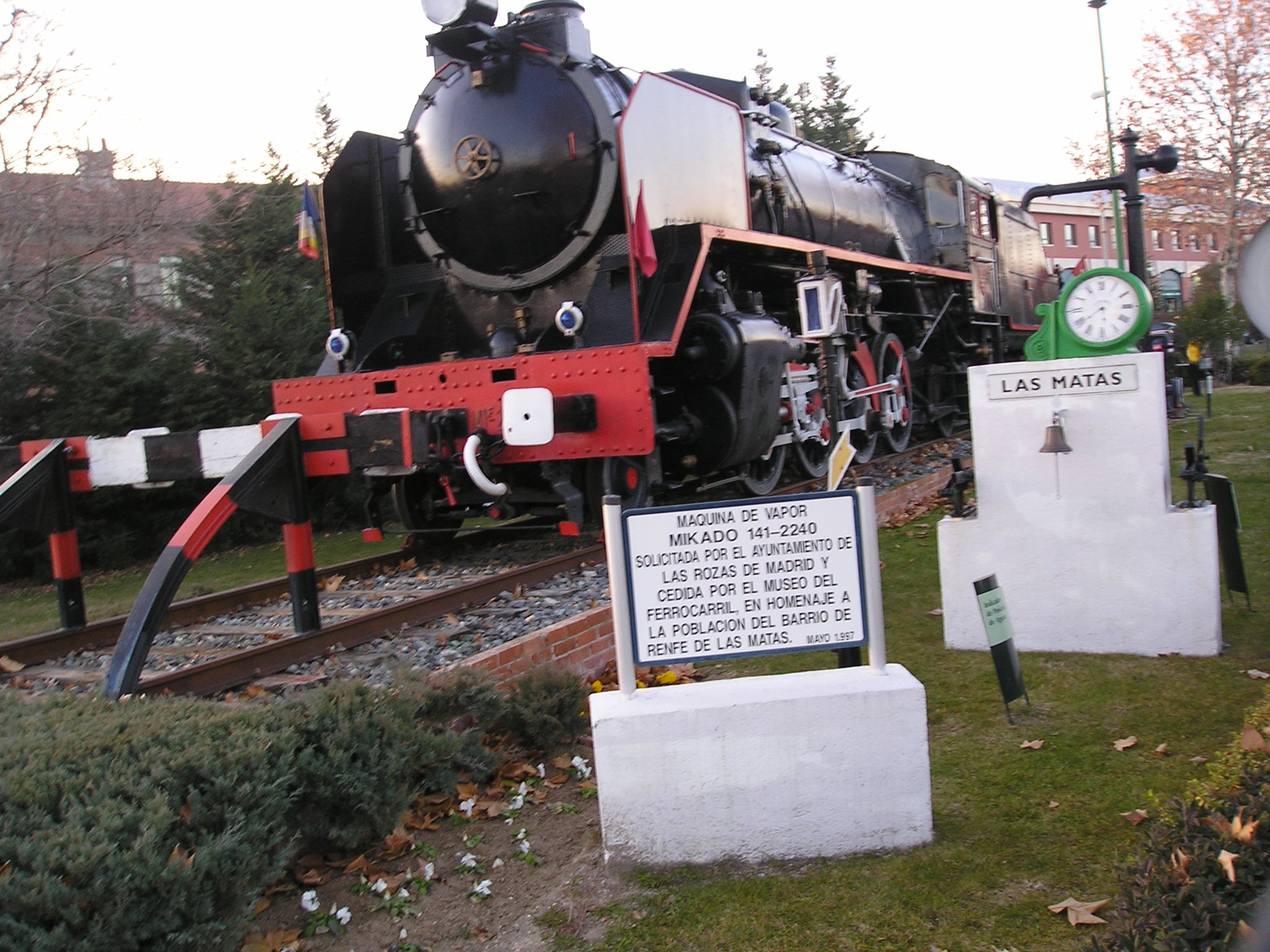
Locomotora Mikado-141F-2240, donada a Las Matas, donde se exhibe

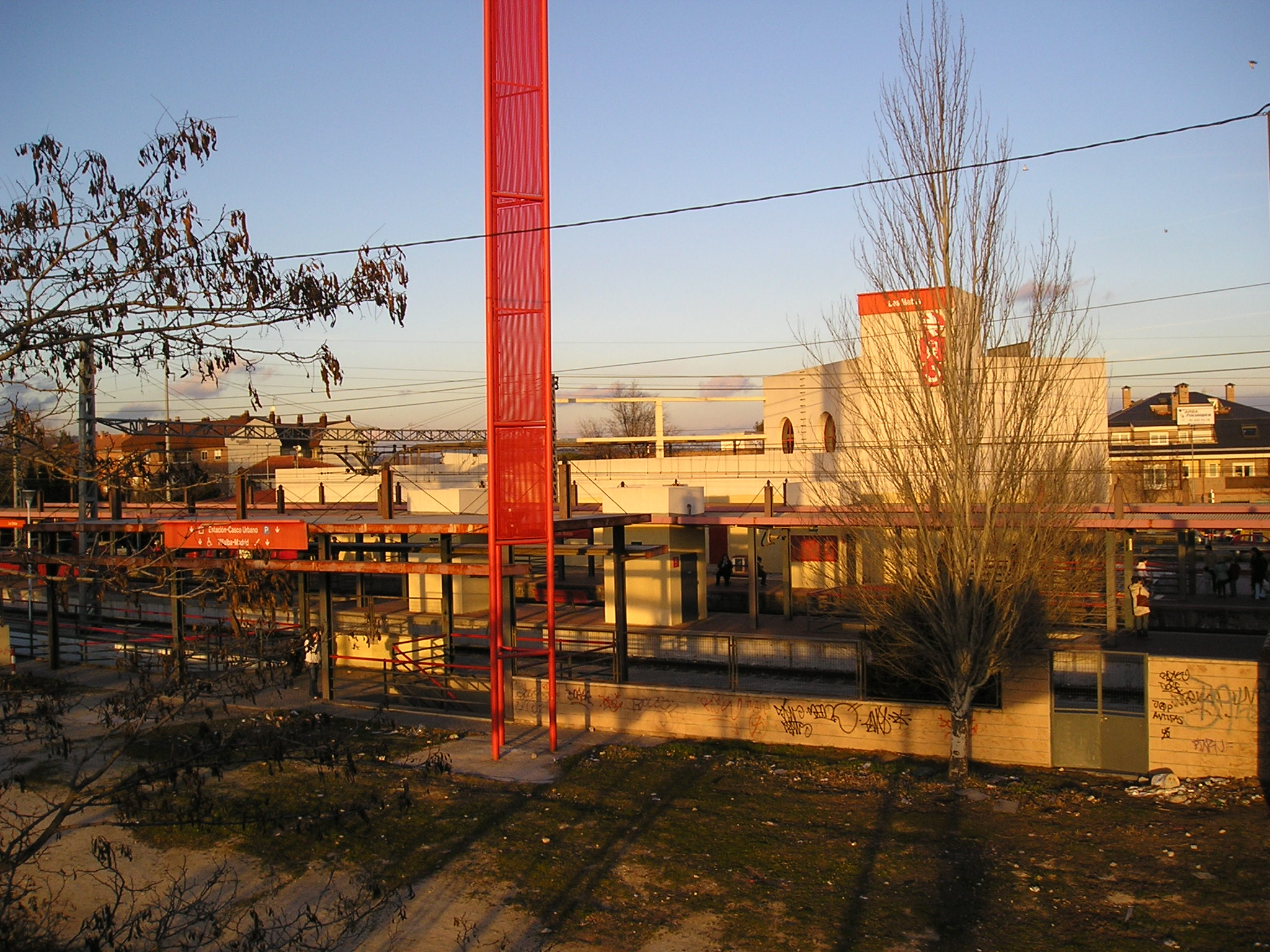
Estación de tren de Las Matas

La pedanía rocense de Las Matas surgió en el siglo XIX, como un barrio ferroviario. No obstante, existen referencias del siglo XVIII, en las que se designaba con el nombre de Matas Altas a los montes existentes entre Las Rozas de Madrid y Torrelodones.
En un mapa de los contornos de Madrid, datado en 1755, se identificaba su enclave con el citado topónimo. Éste volvió a ser utilizado en los proyectos de ingeniería de caminos desarrollados durante la Ilustración, en concreto, durante las obras de acondicionamiento de la vía que conducía desde Madrid hasta San Ildefonso (Segovia), a través de Las Rozas de Madrid, Matas Altas y Torrelodones.
El nacimiento de Las Matas como núcleo de población puede fecharse en 1855, año en el que los banqueros franceses Emilio e Isaac Pereire llegaron a España con la intención de participar en la construcción del ferrocarril Madrid-Irún (Guipúzcoa), que enlazaría con la línea sur francesa, en la que ambos tenían intereses.
En el paraje sobre el que actualmente se alza el caserío de Las Matas, fue levantado un campamento ferroviario de uso temporal. Más tarde, fue construida una estación de tren y, en sus inmediaciones, se edificaron varias viviendas de carácter permanente, para ser utilizadas por los trabajadores del ferrocarril, así como una pequeña iglesia. 
La cercanía con Madrid, apenas 26 km por la autopista A-6, favoreció el crecimiento poblacional de Las Matas a partir de la segunda mitad del siglo XX, además de un cierto florecimiento industrial, con la localización, en sus inmediaciones, de diferentes talleres e instalaciones de la empresa Talgo.
Alrededor del primitivo barrio ferroviario, se desarrolló un trazado en cuadrícula de calles y avenidas, en cuyas manzanas surgió un caserío dominado por viviendas unifamiliares. En el último tercio del siglo XX, han proliferado los chalets adosados.
En marzo de 1968 se creó el Club de Golf Las Matas, sobre una finca de 76 hectáreas propiedad en su día de la familia Romanones, en torno a dicho club surgió una urbanización de chalets de lujo, conocida como la Urbanización del Golf.
El cantante Luisito Rey, padre de Luis Miguel, tenía una casa en Las Matas, al lado del club de golf, donde se presume asesinó a su esposa Marcela Basteri.

## Transporte

### Por carretera
Se encuentra muy bien comunicada con la ciudad de Madrid, a través de la autopista A-6.

### Tren
Dispone de una estación de tren, integrada en las líneas de Cercanías C-8 y C-10. Cabe destacar que por la estación paran servicios de Media Distancia y discurren mercantes de Renfe.

### Autobús
Las siguientes líneas prestan servicio a la localidad:
| Línea | Recorrido                                                            | Operador                  |
| ----- | -------------------------------------------------------------------- | ------------------------- |
| 2     | Las Rozas - Monte Rozas - El Encinar                                 | Auto Periferia            |
| 611   | Madrid (Moncloa) - Hoyo de Manzanares                                | Avanza Movilidad Integral |
| 611A  | Madrid (Moncloa) - Hoyo de Manzanares (por Urbanización Las Colinas) | Avanza Movilidad Integral |
| 613   | Madrid (Moncloa) - Torrelodones (Por Centro Comercial)               | Avanza Movilidad Integral |
| 620   | Las Matas - Las Rozas - Majadahonda (Hospital Puerta de Hierro)      | Auto Periferia            |
| 622   | Madrid (Moncloa) - Las Rozas - Las Matas                             | Auto Periferia            |
| 625   | Madrid (Moncloa) - Monte Rozas                                       | Auto Periferia            |
| 633   | Hospital Puerta de Hierro - Galapagar - Colmenarejo                  | Avanza Movilidad Integral |
| 682   | Madrid (Moncloa) - Villalba - Guadarrama                             | Avanza Movilidad Integral |
| 684   | Madrid (Moncloa) - Cercedilla (por Guadarrama)                       | Avanza Movilidad Integral |
| 685   | Majadahonda (Hospital) - Las Rozas - Guadarrama                      | Avanza Movilidad Integral |
| 686   | Madrid (Moncloa) - Torrelodones (por Los Peñascales)                 | Avanza Movilidad Integral |
| 686A  | Madrid (Moncloa) - Torrelodones (por Montealegre)                    | Avanza Movilidad Integral |
| 691   | Madrid (Moncloa) - Becerril de la Sierra - Navacerrada               | Avanza Movilidad Integral |
| N602  | Madrid (Moncloa) - Villalba - Guadarrama                             | Avanza Movilidad Integral |

## Cultura
Las Matas cuenta con una biblioteca municipal que forma parte de las tres bibliotecas municipales de Las Rozas de Madrid. Cuenta con un total de 44 948 volúmenes en total, incluyendo todos los tipos de fondos (a 01/05/2017).
En 2009 se inauguró oficialmente el Museo de Ferrocarril de Las Matas, su sede está situada en la antigua iglesia de San José que se encontraba cerrada y vacía, puesto que su desacralización había tenido lugar unos años antes, durando los trabajos de rehabilitación 15 meses, finalizando en 2006. En el museo se muestra la historia del punto ferroviario de Las Matas  y la vida de la gente que vivía y trabajaba en el desarrollo del mundo ferroviario.
En 2011 se presentó de forma anónima un cartel de bienvenida a Las Matas imitando al original que se encuentra en Las Vegas, Nevada (Welcome to Fabulous Las Vegas). Esta obra de arte callejero fue retirada inicialmente por no disponer de los permisos pertinentes, sin embargo gracias a la colaboración vecinal acabó por ser reinstalado y fue en 2019 cuando el Ayuntamiento encargó de nuevo al autor la fabricación del mismo cartel con materiales más resistentes y duraderos. A día de hoy supone una de las señas identificativas de esta zona junto con la Locomotora Mikado, el depósito de agua o el Museo del Ferrocarril.

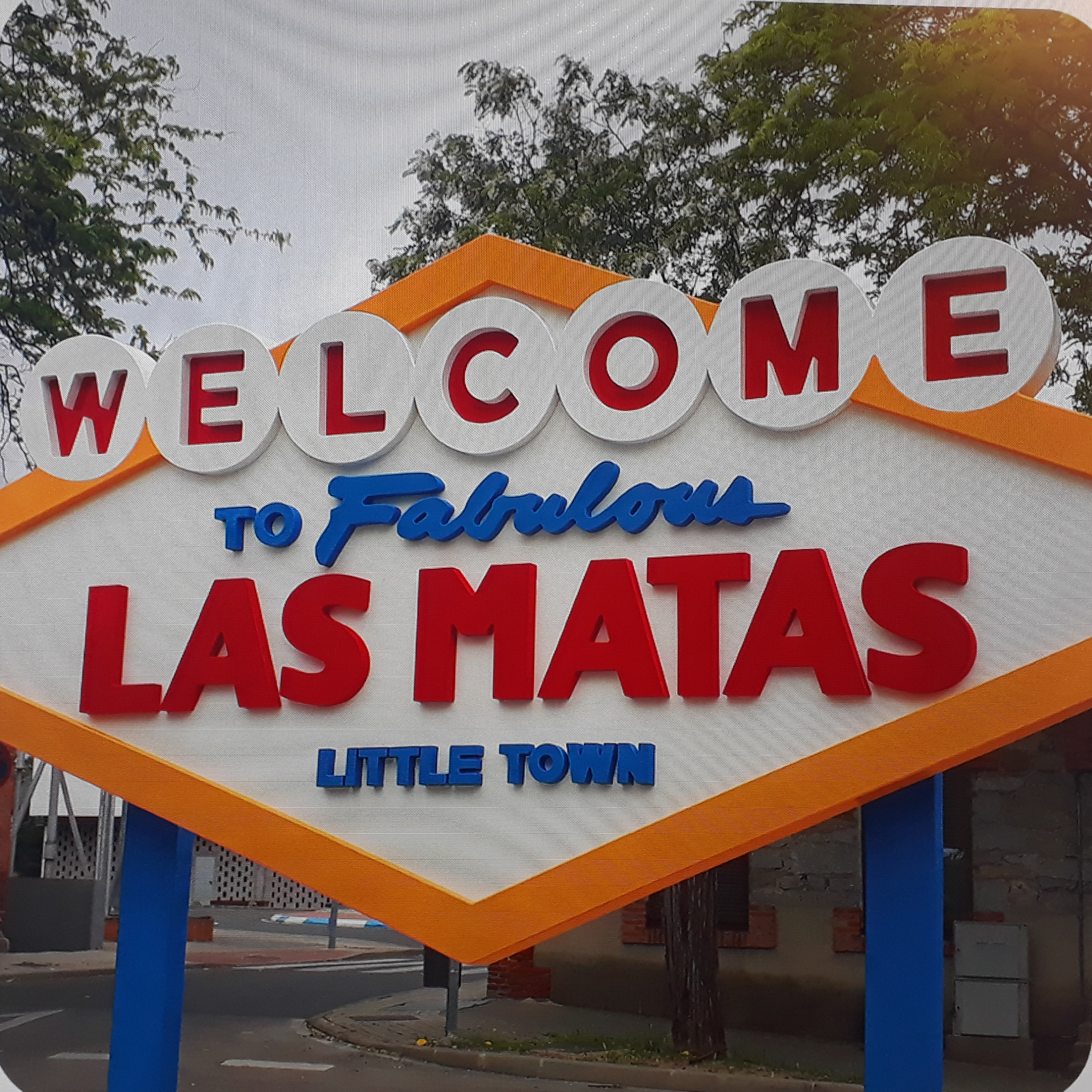
Cartel de bienvenida a Las Matas realizado por Ohana Wood en 2019.

## Fiestas
Las fiestas tradicionales de Las Matas tienen lugar el 1 de mayo, día de San José Obrero. Son tradicionales los encierros, con almuerzo ofrecido por las peñas y paella para los asistentes.
Gran Paella 2013: 